# Technobanda
La technobanda, ou tecnobanda, est un sous-genre de la musique régionale mexicaine ayant émergé de la fusion entre la musique de banda sinaloense et la grupera,,. Ce genre remplace certains des instruments à vent de la banda sinaloense par des instruments électroniques tels que la basse électrique à la place du tuba sousaphone, les saxophones avec des claviers électroniques et une guitare électrique, tandis que les clarinettes sont remplacées par des saxophones, une batterie remplace les tarolas, et les percussions électroniques remplacent les congas acoustiques. Ce style musical a popularisé la danse de la quebradita.
Les technobandas ont produit des rancheras, des corridos, des cumbias, des charangas (cumbias accélérées), des ballades, des boléros, des mambos, des sones, des chilenas, des socas, des polkas et des valses.

## Histoire
Le genre émerge à la fin des années 1970 au Mexique en remplaçant certains instruments traditionnels de la banda sinalienne, comme la tambora, le tuba et les percussions, comme la tarola, par des instruments électroniques, notamment un clavier électronique, une basse électrique, une guitare électrique, une batterie et, parfois, une batterie supplémentaire et des percussions électroniques. Le résultat est un rythme plus rapide, à deux temps. La popularisation de ce rythme s'est produite dans l'État de Nayarit susmentionné et à Jalisco, Guadalajara étant la ville où il commence à se répandre à la radio,. Sa popularité s'étend aux États-Unis, où les populations mexicaines l'adoptent comme un élément d'identité.
Le remplacement des éléments musicaux traditionnels par de la musique électronique est accepté par le public et gagne en popularité dans les années 1990 au Mexique, aux États-Unis et en Amérique centrale. Trois des groupes qui popularisent ce rythme et la danse correspondante, la quebradita, sont la Banda Toro aux États-Unis, La Noche que murió Chicago, la Banda Machos avec Al gato y al ratón et La culebra et Mi Banda El Mexicano, qui a réalisé la chanson No bailes de caballito.
À son apogée, la technobanda est populaire principalement dans l'ouest, le Bajío et le centre-sud du Mexique. Par la suite, le goût du public pour les groupes techno diminue au début des années 2000, à la suite de l'émergence de groupes tels que la Banda El Recodo, qui recherchaient un style sinaloan plus pur en récupérant l'utilisation de leur instrumentation traditionnelle, autre qu'électronique.